# フル・ビート
グランド・ショー『フル・ビート』は宝塚歌劇団のショー作品。雪組。宝塚は24場。作・演出は岡田敬二。宝塚の併演は『千太郎纏しぐれ』、地方公演は『はばたけ黄金の翼よ』。

## 公演期間と公演場所
- 1984年9月21日 - 11月6日　宝塚大劇場[1]
- （東京公演はない）
- 1985年9月3日・新潟、4日・前橋、6日・金沢、7日・松任、8日・鯖江、10日・甲府、11日・昭島、13日・瀬戸、14日・静岡、15日・豊田、16日・刈谷、18日・町田、19日・浜松、21日・武蔵村山、22日・仙台、23日・習志野、24日・調布（地方公演[2]）

## スタッフ
宝塚
- 作曲・編曲：吉崎憲治[1]・高橋城[1]
- 編曲：橋本和明[1]
- 音楽指揮：岡田良機[1]
- 振付[1]：喜多弘・岡正躬・司このみ・家城比呂志
- 装置：大橋泰弘[1]
- 衣装：任田幾英[1]
- 照明：今井直次[1]
- 小道具：万波一重[1]
- 効果：坂上勲[1]
- 音楽監督：松永浩志[1]
- ヘア・デザイン：和田好弘[1]
- 演出助手[1]：小池修一郎・石田昌也・谷正純
- 制作：武井泰治[1]

## 配役
宝塚
- 生徒、ハンス、ミスターコ、歌手 - 麻実れい[1]
- 踊る男、歌手、青年、紳士 - 平みち[1]
- ペネローペ - 銀あけみ[1]
- 踊る男、女教師、歌う紳士 - 尚すみれ[1]
- 踊る男、歌う紳士 - 千城恵[1]
- カリプソの女、踊る女 - 鳩笛真希[1]
- 歌手、歌う紳士 - 北斗ひかる[1]
- 歌う女、踊る女 - 真乃ゆりあ[1]
- 少女、踊る女 - 美風りざ[1]
- 歌手、ダイアナ - 草笛雅子[1]
- 歌手、踊る女 - 北いずみ[1]
- 歌手、踊る男 - 箙かおる[1]
- 踊る男、オンデーヌ、歌手 - 杜けあき[1]
- 歌手、歌う淑女 - 立原かえ[1]
- 歌手、レナ、歌う淑女 - 毬谷友子[1]

地方公演
- ザ・ヒーロー、シンガー、青年、踊る男 - 平みち[2]
- 歌手、少女、レディ - 神奈美帆[2]
- 踊る男、歌手、ガールハンター - 杜けあき[2]
- 踊る男、カリプソの男S、歌手、ダンディ - 尚すみれ[2]
- 踊る男 - 真咲佳子[2]
- 歌手、歌うGiGi - 北斗ひかる[2]
- 歌手 - 箙かおる[2]
- カリプソの男 - 一原けい[2]
- 少女 - 美風りざ[2]
- 歌手 - 奈々央とも[2]
- カリプソの女 - 花鳥いつき[2]